# Ausflaggung
Unter Ausflaggung ist in der Schifffahrt der Wechsel der Nationalflagge zu verstehen, ohne dass sich die Eigentumsverhältnisse am Schiff ändern. Gegenbegriffe sind Rückflaggung und Einflaggung.
In diesem Zusammenhang wird eine Nationalflagge, deren Verwendung wesentliche Kosteneinsparungen ermöglicht, als Billigflagge bezeichnet, und der entsprechende Staat als Billigflaggenstaat.

## Schifffahrt

### Gründe für Ausflaggung
Der Wechsel in offene Schiffsregister wird aus verschiedenen Gründen durchgeführt. Ein wichtiges Feld ist die Kosteneinsparung. Gespart wird vor allem an den Heuern, Steuern und Abgaben.
- Geringere Heuern ergeben sich durch die zum größten Teil geringere Besteuerung in den Billigflaggenstaaten, die geringere Lohnkosten bei den Reedereien erzeugen, aber auch durch meist geringere Sozialleistungen für die Besatzungsmitglieder (festgelegt durch das jeweilige Lohntarifsystem).
- Die Erträge des registrierten Schiffes werden in Billigflaggenstaaten geringer oder gar nicht besteuert, und es fallen häufig auch geringere Abgaben an.
- Die Besetzungsstandards eines Teils der Billigflaggenstaaten sind oft einfacher und damit kostengünstiger einzuhalten. Die Besetzungsordnungen der meisten Erstregisterstaaten (in Deutschland beispielsweise die Schiffsbesetzungsverordnung), die einen Standard für Zahl und Qualifikation der Besatzungsmitglieder festlegen, sind relativ streng. Zudem hat ein Reeder unter Billigflaggen weniger oder keine Einschränkungen bezüglich der Nationalität der Besatzung.
- Sicherheitsanforderungen und behördliche Überwachung vieler Billigflaggenstaaten sind geringer als in Erstregisterstaaten.
- Der Eigner hat in vielen Billigflaggenstaaten die Möglichkeit, anonym zu bleiben.

### Argumente gegen Ausflaggung
Seit dem Existieren von Billigflaggen wurde vor allem auf drei Themengebieten Kritik geübt:
- Schlechte Arbeitsbedingungen und geringe Heuern
- Verzerrung des Wettbewerbs
- Mängel an Sicherheits- und Umweltstandards

### Geschichte
Schiffsregister im heutigen Sinn kamen erstmals ab 1660 in Großbritannien als Folge der Navigationsakte von 1651 auf, die geschichtlichen Wurzeln für das Führen einer anderen oder falschen Flagge, um einen Vorteil für das betreffende Schiff zu erreichen, reichen jedoch erheblich weiter zurück. Älteste Belege des Ausflaggungsprinzips lassen sich schon für die Zeit des Römischen Reiches und das Mittelalter finden. Weitere historische Beispiele für diese Praxis finden sich aus der Zeit des spanischen Monopolhandels in der Karibik, der von britischen Händlern durch Nutzung der spanischen Flagge umgangen wurde oder im 17. Jahrhundert bei britischen Fischern vor Neufundland, die die französische Flagge nutzten, um britische Verbote zu umgehen. Napoleons Kontinentalsperre umgingen deutsche Schiffseigner ebenso durch Ausflaggen wie US-amerikanische Händler, die ihre Schiffe während des Britisch-Amerikanischen Krieges unter portugiesische Flagge brachten, um Probleme mit den Briten zu umgehen. Auch im Rahmen des transatlantischen Sklavenhandels wurde häufig das Ausflaggen genutzt, um entsprechende Verbote auszuhebeln.
Die Ursprünge der heutigen Ausflaggungspraxis gehen auf die Zeit unmittelbar nach dem Ersten Weltkrieg zurück, als zuerst Panama und kurz darauf Honduras offene Schiffsregister eröffneten. Schon im August 1919 wurde während der Prohibition ein Alkoholschmuggelfall mit der von Kanada nach Panama ausgeflaggten Belen Quezada bekannt. Nachdem in den 1920er Jahren in den USA das Alkoholverbot eingeführt worden war, kam die Reederei Moore-McCormack als erste auf den Gedanken, sich gegen ein geringes Entgelt eine fremde Flagge auszuborgen. Sie ließ durch eine Scheinfirma zwei ihrer Passagierschiffe in Panama registrieren und verkauften an Bord hochprozentige Getränke zur Freude ihrer amerikanischen Passagiere, so dass sich diese Praxis schnell einbürgerte und weiter entwickelte: so begann 1924 in Panama mit 15 Schiffen von zusammen 85 539 BRT  eine Entwicklung, die 1951 dann die Drei-Millionen-BRT-Grenze überschritten hatte. Bald unter den Flaggen Panamas, Honduras, Liberias und Costa Ricas immer zahlreicher fahrende Schiffe bildeten den sogenannten „Pan-Ho-Lib-Co-Club“ und wurden wegen dem an Bord oft regierenden Alkohol zu einem Problem für die internationale Schifffahrt mit zehn Prozent der Welttonnage, was am 1. Juli 1956 über zehn Millionen BRT entsprach. Anfang der 1920er Jahre flaggten US-Reeder die großen Passagierschiffe Reliance und Resolute zur Umgehung der US-amerikanischen Prohibitionsbestimmungen nach Panama aus. Zur selben Zeit begann die United Fruit Company, Fruchtschiffe unter der Flagge Honduras’ zu betreiben. In den 1930er Jahren begannen auch griechische Reeder, Schiffe in größerer Zahl in Panama registrieren zu lassen. Während des Bürgerkriegs in Spanien wurde eine Reihe spanischer Schiffe nach Panama ausgeflaggt und zu Beginn des Zweiten Weltkriegs nutzten die Vereinigten Staaten die Registrierung in Panama, um trotz der Neutralitätsgesetze Lieferungen an kriegsbeteiligte Nationen durchzuführen. Schon Mitte der 1930er Jahre kam in den Vereinigten Staaten erstmals gewerkschaftlicher Widerstand gegen die beginnende Ausflaggungspraxis auf.
Die Praxis des Ausflaggens im größeren Rahmen begann nach dem Ende des Zweiten Weltkriegs. Der ehemalige US-amerikanische Außenminister Edward Stettinius Jr. und der Staatspräsident von Liberia, William S. Tubman initiierten 1947 die Gründung eines offenen liberianischen Schiffsregisters, das in New York unter dem Vorsitz von Stettinius geführt wurde und in einer Vielzahl an Regelungen dem US-amerikanischen Register glich. Das erste registrierte Schiff war die World Peace. Im Jahr 1967, keine zwanzig Jahre nach Gründung, löste Liberia das britische Register als größtes der Welt ab. Das kleine westafrikanische Land Liberia hatte 1948 erstmals zwei „Nussschalen“ mit insgesamt 772 BRT im Register und erreichte 1956 die Vier-Millionen-BRT-Grenze. Mit 2500 Schiffen und fast 80 Millionen BRT war Liberia 1977 die größte Schifffahrtsnation der Welt und fast jedes dritte Hochseeschiff war in der Hauptstadt Monrovia  registriert. Die Eintragung in das Schifffahrtsregister Liberias können Reeder mit einer Anfangsgebühr von 1,10 Dollar vornehmen lassen und damit das Recht zur Führung der liberianischen Flagge erkaufen über die in der Zeitschrift Safety at Sea genannte Anschrift: New York, Park Avenue 103 und von dort aus dirigieren und kontrollieren.
Im Juli 1958 verabschiedete die ITF eine Resolution, ausgeflaggte Schiffe zu boykottieren. Die Ausflaggung sollte zum einen dadurch gestoppt werden, dass man sich regierungsübergreifend darauf einigt, dass zwischen einem Schiff, dessen Eigner oder Betreiber und seiner Besatzung immer eine echte Verbindung (genuine link) zu der Flagge, die es führt bestehen soll. Darüber hinaus sollte sichergestellt werden, dass Besatzungen jedweder Nationalität auf Billigflaggenschiffen vor Ausbeutung geschützt sind.
Insgesamt fanden sich 1950 6,6 % der Welthandelsflotte unter den Flaggen Panamas, Honduras’ und Liberias. Das für diese drei Flaggenstaaten verwendete Kürzel Panhonlib galt seinerzeit als Synonym für Billigflaggen als solche. Bis 1970 war der ausgeflaggte Anteil auf rund ein Viertel gestiegen, wobei weitere Billigflaggen hinzugekommen waren. Um der zunehmenden Abwanderung der Handelsflotten aus den betreffenden Erstregistern entgegenzuwirken, begannen verschiedene europäische Staaten seit den 1980er Jahren mit dem Aufbau von Offshore-Registern beziehungsweise internationalen Zweitregistern, die den Reedereien erleichterte steuerliche Bedingungen und vereinfachte Besatzungsanforderungen boten.
Aufgrund steigender Schwierigkeiten mit dem Register in Liberia baute das aus Stettinius Associates hervorgegangene Unternehmen International Registries von 1988 bis 1990 ein weiteres aus den Vereinigten Staaten geführtes offenes Register auf den Marshall-Inseln auf und gab seinen Sitz in Liberia während der Herrschaft Charles Taylor auf. Im Jahr 1997 richtete auch Brasilien ein Zweitregister mit vereinfachten Bedingungen ein. Unterdessen hatte sich der Anteil ausgeflaggter Schiffe in den 1990er Jahren auf etwa 43 % erhöht und im Jahr 2008 waren laut UNCTAD bereits 67 %, also zwei Drittel der Handelsflotte, in anderen als den Eignerstaaten der jeweiligen Schiffe registriert.
Mit der Verabschiedung des Paris Memorandum of Understanding durch 17 europäische Staaten, Kanada und die Russische Föderation begann im Jahr 1982 der Aufbau der Hafenstaatkontrolle, um Kontrollen der Schiffe ohne Ansehen der Flagge durchzuführen. Das System der Hafenstaatkontrolle wurde bis in die 1990er Jahre für weitere Teile der Erde ausgebaut und legt unter anderem einen verstärkten Fokus auf Schiffe, die Flaggen mit überdurchschnittlicher Mängelhäufigkeit aufweisen.

### Einordnung der Schiffsregister
Es gibt vier verschiedene Arten von Schiffsregistern, die abhängig von Betriebsform und Anforderungen einzuordnen sind:

#### Herkömmliche Erstregister
Traditionelle Erstregister mit nationalen Handelsflotten waren über hunderte von Jahren die übliche Betriebsform, um ein Schiff zu registrieren. Erstregister lassen in der Regel nur eigene Staatsangehörige als Betreiber oder Eigner eines Schiffes zu und erfordern Besatzungen mit Wohnsitz im betreffenden Flaggenstaat.

#### Herkömmliche offene Register
Offene Register stellen nur geringe Anforderungen, um dort Schiffe zu registrieren. Der Flaggenstaat erlaubt anderen Staatsangehörigen das Eigentum und den Betrieb von Schiffen, deren Registrierung beispielsweise über Konsulate erfolgen kann. Einige Staaten mit offenen Registern lassen diese komplett in anderen Staaten führen (die Register von Liberia, den Marshall-Inseln oder von Panama werden z. B. in den Vereinigten Staaten geführt). Es wird häufig nur eine Briefkastengesellschaft im Flaggenstaat benötigt, um eine formale Verbindung zwischen Staat und Schiff herzustellen. Häufig stellen Staaten mit offenen Registern nur geringe Sicherheits-, Umwelt- und Bemannungsanforderungen. Flaggenstaaten mit offenen Registern haben oft nicht die Mittel oder den Willen, um eigene oder internationale Regeln gegenüber dem Schiffseigner durchzusetzen und es müssen kaum oder keine Staatsangehörigen des Flaggenstaates beschäftigt werden. Die Registrierungsgebühren stellen meist eine bedeutende Einnahmequelle für Staaten mit offenen Registern dar. Sie erheben in der Regel keine oder nur sehr geringe Steuern auf den Ertrag der registrierten Schiffe.
Bekannte offene Register sind: Antigua und Barbuda, Bahamas, Bermuda, Belize, Myanmar, Kanarische Inseln, Kayman-Inseln, Cook-Inseln, Costa Rica, Zypern, Gibraltar, Honduras, Libanon, Liberia, Malta, Malediven, Marshall-Inseln, Mauritius, Niederländische Antillen, Panama, Seychellen, Somalia, St. Vincent, Sri Lanka, Tuvalu und Vanuatu.

#### Offshore-Register
Offshore-Register sind Register in abhängigen Gebieten oder Kolonien größerer Flaggenstaaten mit Erstregistern. Sie sind als Alternative zu offenen Registern konzipiert und zielen in erster Linie auf Reeder ab, die die Flagge des betreffenden Erstregisters beibehalten, ihre Schiffe aber unter betriebswirtschaftlich günstigeren Bedingungen betreiben wollen. Es finden daher beispielsweise einfacher zu erfüllende Besetzungsvorschriften oder eine geringere Besteuerung Anwendung, der übergeordnete Flaggenstaat behält aber eine vergleichbare administrative Kontrolle wie im Erstregister.
Beispiele von Offshore-Registern zum Erstregister Großbritanniens sind Bermuda, Kayman-Inseln und Isle of Man, die Kerguelen zum Erstregister Frankreichs, Curaçao zum Erstregister der Niederlande, Luxemburg als Offshore-Register für Belgien und die Färöer zum Erstregister Dänemarks.

#### Internationale Register
Die Internationalen oder auch als Zweitregister bekannten Register einiger europäischer Staaten sind in vielen Regelungen mit Offshore-Registern vergleichbar. Auch sie sind als Alternative zu offenen Registern konzipiert auch hier werden vereinfachte Regelungen bei der Besetzung und günstigere Besteuerung geboten und gleichzeitig strenge Anforderungen bezüglich der Nationalität der Eigner, der Sicherheit und des Schiffsbetriebs gestellt.
Beispiele für Zweitregister sind die internationalen Register von Norwegen, Dänemark, Finnland oder Deutschland.

### Kriterien zur Einordnung als Billigflagge
Für die Beurteilung, wann ein Schiff eine sogenannte „Billigflagge“ (auch „Gefälligkeitsflagge“, „Schattenflagge“, englisch „flag of convenience“) führt, wurden in den letzten Jahrzehnten verschiedene Kriterien erarbeitet:

#### Genuine-Link-Kriterium
Das Genuine-Link-Kriterium wurde nach Ende des Zweiten Weltkriegs zunächst bei der Völkerrechtskommission diskutiert und bei den Genfer Seerechtskonventionen 1958 im Übereinkommen über die Hohe See rechtlich festgeschrieben. Laut der regierungsübergreifenden Arbeitsgruppe der Konferenz der Vereinten Nationen für Handel und Entwicklung muss die Frage, ob ein Schiff eine Billigflagge führt, an einer echten Verbindung (Genuine Link) zwischen Schiff und Flagge festgemacht werden. Das Vorhandensein dieser echten Verbindung ergibt sich aus folgenden Kriterien:
- das Handelsschiff trägt zur Wirtschaft des Flaggenstaates bei
- Kauf und Verkauf des Schiffes sowie Umsätze und Ausgaben des Schiffsbetriebs können als Bestandteil des Haushalts des Flaggenstaates angesehen werden
- es werden Staatsangehörige des Flaggenstaates auf dem Schiff beschäftigt
- das wirtschaftliche Eigentum am Schiff ist dem Flaggenstaat zuzuordnen

#### Rochdale-Kriterien
Schon 1970 legte ein britisches Untersuchungskomitee die sogenannten Rochdale-Kriterien (Rochdale Criteria) fest, um zu entscheiden, ob ein Schiff eine Billigflagge führt:
- der Flaggenstaat erlaubt anderen Staatsangehörigen das Eigentum und den Betrieb
- Zugang und Verlassen des Schiffsregisters sind einfach
- die Steuern auf den Ertrag des Schiffes sind niedrig oder nicht vorhanden
- der Flaggenstaat benötigt den registrierten Schiffsraum nicht für seine eigenen Zwecke, sondern ist an den Gebühren der registrierten Tonnage interessiert
- es müssen kaum oder keine Staatsangehörigen des Flaggenstaates auf dem Schiff beschäftigt werden
- der Flaggenstaat hat nicht Mittel oder den Willen, eigene oder internationale Regeln gegenüber dem Schiffseigner durchzusetzen

#### ITF-Kriterien
Die Internationale Transportarbeiter-Föderation (ITF) definierte 1974 wie folgt: Wenn das wirtschaftliche Eigentum am und die Kontrolle über ein Schiff in einem anderen als dem Flaggenstaat liegen, ist vom Betrieb unter Billigflagge auszugehen. Die ITF führt eine Liste der Länder, die nach ihrer Definition als Billigflagge anzusehen sind. Nach ihren Angaben fuhr die Mehrzahl der in Havarien verwickelten Schiffe 2001 unter einer solchen Billigflagge, die allerdings auch einen erheblichen Anteil an der Welthandelsflotte stellen. Daneben setzt sich die ITF für die unter einer Billigflagge fahrenden Besatzungen ein und versucht Tarifverträge auszuhandeln.
Folgende Flaggen werden (Stand Juli 2023) von der ITF als Billigflaggen geführt:
- Äquatorialguinea
- Antigua und Barbuda
- Bahamas
- Barbados
- Belize
- Bermuda (Großbritannien)
- Bolivien
- Cayman Islands
- Curaçao
- Deutschland (Deutsches Internationales Schiffsregister GIS)
- Färöer (FAS)
- Frankreich (FIS)
- Georgien
- Gibraltar (Großbritannien)
- Honduras
- Jamaika
- Kambodscha
- Kamerun
- Komoren
- Libanon
- Liberia
- Madeira (Portugal)
- Malta
- Marshallinseln (USA)
- Mauritius
- Moldau
- Mongolei
- Myanmar
- Nordkorea
- Palau
- Panama
- Sansibar (Tansania)
- São Tomé und Príncipe
- Sierra Leone
- Sri Lanka
- St. Vincent und die Grenadinen
- Togo
- Tonga
- Vanuatu
- Zypern

#### OECD-Kriterien
Das Seetransportekomitee der Organisation für wirtschaftliche Zusammenarbeit und Entwicklung definierte in ihrem Papier Study of the Expansion of the Flags of Convenience and of Various Aspects Thereof Billigflaggen als Flaggen von Staaten, die im Gegensatz zu Staaten, deren Flaggenführung mit strengen Bedingungen und weitreichenden Auflagen verknüpft ist, das Führen ihrer Flagge für Schiffe im Eigentum von Angehörigen oder Unternehmen anderer Staaten durch ihre Gesetze erlauben und diese Flaggenführung durch ihre geübte Praxis einfach gestalten.

## Straße
Das Ausflaggen hat im Straßen-Güterverkehr bereits Schule gemacht. Einige deutsche Speditionen lassen ihre Fahrzeuge im Ausland zu, z. B. auf Zypern.

## Luftfahrt

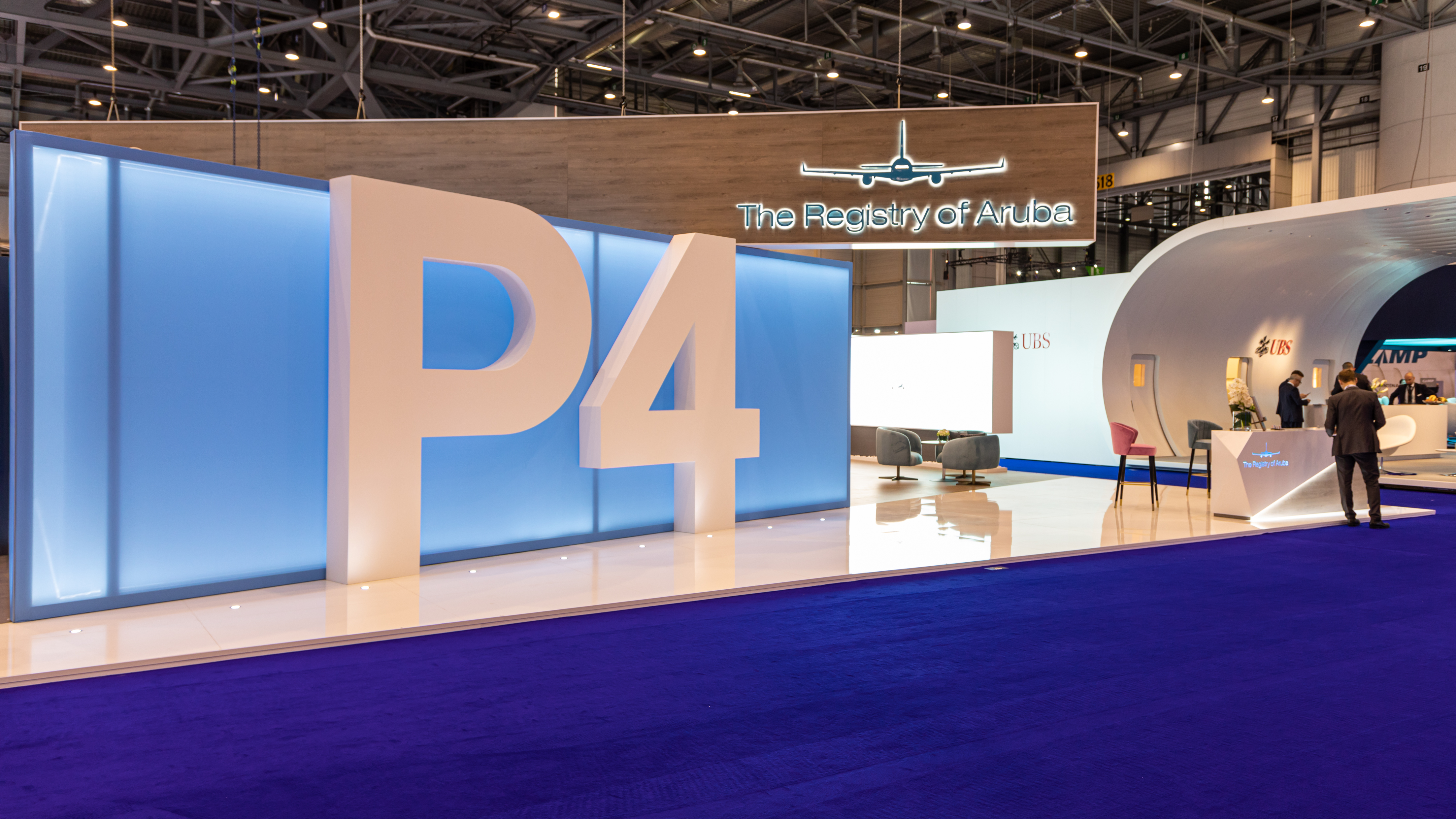
Länder wie Aruba werben aktiv um ausländische Flugzeughalter, hier auf einer Luftfahrtmesse

Ebenso findet sich das Ausflaggen in kleinem Maße auch in der Luftfahrt. Hier wird im strengen Sinne darunter verstanden, dass das vom Luftfahrzeug geführte Staatsangehörigkeitszeichen nicht mit der Nationalität des wirklichen Betreibers übereinstimmt.
Gründe sind z. B.
- die Verlagerung von Kosten/Gewinnen in steuerlich günstige Gebiete,
- unterschiedliche Zulassungs- und Wartungsmodalitäten.
- Geleaste Flugzeuge verbleiben im Eigentum des Leasinggebers und werden somit auch am Firmensitz des Leasinggebers in die Luftfahrzeugrolle eingetragen.

### Beispiele für das Ausflaggen in der Luftfahrt
- Die Firmen-Jets der Volkswagen AG wurden bis 2017 über die Tochterfirma Lion Air Services auf den Kaimaninseln registriert und trugen somit das Luftfahrzeugkennzeichen VP-C….[13]
- Viele Halter kleinerer, nicht gewerblich genutzter Maschinen lassen diese gern in den Vereinigten Staaten registrieren, da die Wartungsvorschriften dort unbürokratischer sind. So kennen die USA die Möglichkeit, dass der Halter – für ausschließlich von ihm genutzte Flugzeuge – die Wartung selbst anstelle eines luftfahrttechnischen Betriebes vornehmen kann.
- Viele Maschinen russischer Fluggesellschaften, die nicht in Russland gebaut wurden, sind aufgrund von Leasingverträgen bzw. zur Umgehung von Importzöllen im Ausland, beispielsweise in Frankreich, Irland, Deutschland oder auf den Bahamas registriert.
- Mit Einführung der Verordnung (EU) Nr. 1178/2011 (EU-FCL) am 8. April 2015 wird die Zulassung, Ausbildung und Lizenzierung von Piloten und Flugbegleitern durch die Europäische Union geregelt. Damit kann ein Pilot die Luftfahrtbehörde eines EASA-Mitgliedsstaates frei wählen und später auf eigenen Antrag jederzeit zu einem anderen Staat wechseln. Die Zuständigkeit der Lizenzverwaltung ergibt sich weder aus der Staatsangehörigkeit noch dem Wohnsitz des Piloten. Dies wird genutzt, um zum Beispiel die deutsche Besonderheit einer Zuverlässigkeitsüberprüfung für Piloten nach § 7 Luftsicherheitsgesetz zu umgehen.

### Personalpolitische Definition des Ausflaggens
Umgangssprachlich wird aber auch im gewerkschaftlichen Bereich von Ausflaggen gesprochen, wenn Flugzeuge eines Luftverkehrsunternehmers von betriebsfremdem Personal bereedert werden oder ganz von einem Subunternehmer in den Farben, auf den Routen und teilweise unter dem Rufzeichen des Auftraggebers operiert werden.
Hierbei ist meist die primäre Motivation, Unterschiede in Tarifverträgen und Kostenstrukturen auszunutzen, in einigen Fällen wird auch ausgeflaggt, um bereederungsbedingte Engpässe in extremen Wachstumssituationen auszugleichen.

## Schienenverkehr
Einige deutsche Eisenbahnverkehrsunternehmen, darunter die HGK, lassen ihre Güterwagen in der Slowakei, Rumänien oder Bulgarien zu. Grund dürften einfachere und billigere Zulassungsformalitäten in diesen Ländern sein. Aufgrund der RIV-Fähigkeit sind diese Wagen unabhängig vom Land ihrer Registrierung europaweit einsetzbar.